# Arnaud Labelle-Rojoux
Arnaud Labelle-Rojoux, né le 23 juillet 1950 à Paris, est un artiste français.

## Biographie
Arnaud Labelle-Rojoux est un artiste aux pratiques multiples, qui s'est d'abord fait connaître dans le circuit de la performance à la fin des années 70. Il en est devenu en 1988 l'historien avec son livre référence sur le sujet : L'Acte pour l'art. Auteur, il a depuis publié une dizaine d'essais, essentiellement sur l'art, et collabore occasionnellement à l'écriture de spectacles pour la Compagnie du Zerep. Il organise également  des événements réclamant la participation d’artistes divers (Le Nonose Club, Palais de Tokyo, 2001 ; les 7 sets, le Plateau, 2003 ; le prix du Nu nul, Palais de Tokyo, 2010). Il préfère utiliser, plutôt que le mot performance pour ses propres interventions depuis 2005, ceux de " pièces composites" (P.C) et de "conférences-performances" ( C.P.) :  Je suis bouleversé, une opérette de la Passion triste (P.C.), La Ménagerie de Verre, Paris, 2005 ; Du sucre et des larmes (P.C.), Halles de Schaerbeek, Bruxelles, 2010 ;  Petit Abécédaire illustré de la chute (C.P.) le Bal, Paris, 2013 ;  Étant damné (C.P.),  École Nationale supérieure des Beaux-Arts, Paris, 2014 ; Le Culte des bannis 1 (C.P.), Fiac, Paris 2015 ; Le Culte des bannis 2 (C.P.) Fondation d’entreprise Ricard, Paris 2016. 
Représenté par la Galerie Loevenbruck à Paris, il y expose régulièrement depuis  2003 ( Rien à branler des chiens, 2003 ;  C’est quoi dégueulasse ?  2005 ; Quoi ? Encore une exposition ?, 2008 ; L'oignon fait la sauce, 2011 ; Tombe la neige, 2013 ; En affinité(s), Allan Kaprow/Arnaud Labelle-Rojoux, 2017 ; Étant damné(s), un épisode de la Passion triste, avec Xavier Boussiron, 2021).  
Il a, par ailleurs, entre autres participé depuis 2000 aux expositions collectives : Après la fin de l’art, Musée d’Art Moderne de Saint-Étienne, 2003 ;  La Grande Parade, Galerie Nationale du Grand Palais, Paris, 2004 ;  L’idiotie, Expérience Pommery 2, Caves Pommery, Reims, 2005 ; Notre Histoire, Palais de Tokyo, Paris, 2006 ;  Ne pas jouer avec des choses mortes, Villa Arson, Nice, 2008 ; La Force de l'art 02 (avec Xavier Boussiron), Grand Palais, Paris, 2009 ;  Une forme pour toute action, Le Printemps de septembre, Toulouse, 2010 ; Les Maîtres du désordre,  Musée du quai Branly, 2012 ;  Inauguration, Fondation du Doute, Blois, 2013 ;  Sous influences. Arts plastiques et psychotropes, La maison rouge - Fondation Antoine de Galbert , Paris, 2013 ; Le Surréalisme et l’objet, MNAM, Centre Georges Pompidou, 2013 ; Le Temps de l’audace, Institut d’art contemporain, Villeurbanne, 2016.
La Villa Tamaris à La Seyne-sur-mer lui a consacré en 2016 une rétrospective portant le titre Esprit es-tu là ?